# Saison 2017-2018 de l'Étoile sportive du Sahel
 (octobre 2017).
Si vous disposez d'ouvrages ou d'articles de référence ou si vous connaissez des sites web de qualité traitant du thème abordé ici, merci de compléter l'article en donnant les références utiles à sa vérifiabilité et en les liant à la section « Notes et références ».
Maillots
La saison 2017-2018 de l'Étoile sportive du Sahel voit le club terminer à la troisième place du championnat. En coupe de Tunisie, le club s'incline en finale face au Club africain.
Qualifié en Ligue des champions grâce à sa deuxième place obtenue lors du championnat 2016-2017, l'Étoile sportive du Sahel s'incline en demi-finale face au club égyptien du Al Ahly Sporting Club.

## Pré-saison
Au niveau du recrutement, le directeur sportif du club, Ziad Jaziri, finalise plusieurs opérations : il recrute Omar Zekri, attaquant du Club sportif de Hammam Lif, et Mohamed Konaté, défenseur central de la Renaissance sportive de Berkane, ces deux arrivées étant des achats. Le club voit également revenir de prêt le milieu défensif Aymen Trabelsi. Il obtient la signauture de l'attaquant Amine Chermiti libre de tout contrat. L'attaquant d'Enppi, Amrou Merai, est également acheté.
Contrairement aux années précédentes, l'effectif de l'Étoile sportive du Sahel peut bénéficier d'une dizaine de jours de vacances suivie d'une préparation de pré-saison à Tabarka. 
Durant cette phase de préparation, l'entraîneur peut expérimenter le dispositif 3-5-2 durant une série de matchs amicaux. Le match phare a lieu le 9 juillet 2017 à Martigues contre l'Olympique de Marseille, ce dernier s'imposant sur le score de 2-0.

## Saison

### Championnat
(octobre 2017).
| Rang | Équipe                           | Pts | J  | G  | N  | P  | Bp | Bc | Diff |
| ---- | -------------------------------- | --- | -- | -- | -- | -- | -- | -- | ---- |
| 1    | Espérance sportive de Tunis (T)  | 58  | 26 | 17 | 7  | 2  | 45 | 19 | +26  |
| 2    | Club africain (C)                | 47  | 26 | 14 | 5  | 7  | 36 | 21 | +15  |
| 3    | Étoile sportive du Sahel (VC)    | 47  | 26 | 14 | 5  | 7  | 38 | 17 | +21  |
| 4    | Club sportif sfaxien             | 46  | 26 | 13 | 7  | 6  | 37 | 18 | +19  |
| 5    | Club athlétique bizertin         | 37  | 26 | 14 | 1  | 11 | 40 | 32 | +8   |
| 6    | Union sportive monastirienne (P) | 36  | 26 | 9  | 9  | 8  | 25 | 21 | +4   |
| 7    | Étoile sportive de Métlaoui      | 34  | 26 | 9  | 7  | 10 | 30 | 35 | -5   |
| 8    | Jeunesse sportive kairouanaise   | 32  | 26 | 9  | 5  | 12 | 20 | 32 | -12  |
| 9    | Stade tunisien (P)               | 31  | 26 | 8  | 7  | 11 | 29 | 36 | -7   |
| 10   | Avenir sportif de Gabès          | 29  | 26 | 7  | 8  | 11 | 25 | 32 | -7   |
| 11   | Stade gabésien                   | 28  | 26 | 6  | 10 | 10 | 15 | 21 | -6   |
| 12   | Union sportive de Ben Guerdane   | 26  | 26 | 7  | 5  | 14 | 21 | 34 | -13  |
| 13   | Espérance sportive de Zarzis     | 26  | 26 | 5  | 11 | 10 | 13 | 28 | -15  |
| 14   | Club olympique de Médenine (P)   | 17  | 26 | 4  | 5  | 17 | 12 | 43 | -31  |

|  | Qualification pour la LC 2018                                                                  |
|  | Qualification pour la CC 2018                                                                  |
|  | Relégation directe en Ligue Professionnelle 2                                                  |
|  | (T) Tenant du titre (VC) Vice-champion (C) Vainqueur de la coupe (P) Club promu de 2e division |

Le Club athlétique bizertin est pénalisé de six points.
Le barème de points servant à établir le classement se décompose ainsi :
- Victoire : 3 points
- Match nul : 1 point
- Défaite : 0 point

### Ligue des champions de la CAF

#### 2017
Durant l'année 2017, l'Étoile sportive du Sahel participe à la Ligue des champions de la CAF 2017.
À l'issue de la première phase, disputée durant la saison 2016-2017, le club termine en tête de la poule A, devant le Clube Ferroviário da Beira (Mozambique) et deux clubs soudanais, Al Merreikh et Al Hilal.
| Rang | Équipe               | Pts | J | G | N | P | Bp | Bc | Diff |  | Résultats (▼ dom., ► ext.) |     |     |     |     |
| ---- | -------------------- | --- | - | - | - | - | -- | -- | ---- |  | -------------------------- | --- | --- | --- | --- |
| 1    | ES Sahel             | 12  | 6 | 3 | 3 | 0 | 13 | 4  | +9   |  | ES Sahel                   |     | 5-0 | 3-0 | 1-1 |
| 2    | Ferroviário Beira    | 8   | 6 | 2 | 2 | 2 | 6  | 8  | -2   |  | Ferroviário Beira          | 1-1 |     | 1-0 | 0-0 |
| 3    | Al Merreikh Omdurman | 7   | 6 | 2 | 3 | 1 | 6  | 9  | -3   |  | Al Merreikh Omdurman       | 1-2 | 2-1 |     | 2-1 |
| 4    | Al Hilal Omdurman    | 4   | 6 | 0 | 4 | 2 | 4  | 8  | -4   |  | Al Hilal Omdurman          | 1-1 | 0-3 | 1-1 |     |

La FIFA a suspendu la Fédération du Soudan de football le 7 juillet 2017. En conséquence, les équipes soudanaises ne pouvaient continuer à participer à des compétitions internationales, et Al-Hilal et Al-Merrikh ont été disqualifiés de la Ligue des champions de la CAF et tous les matchs joués par eux avant que la disqualification ne soit annulée ne sont pas pris en compte. Le 20 juillet 2017, le Comité exécutif de la CAF prend note de la levée de la suspension du Soudan par la FIFA et indique que les clubs soudanais engagés dans les compétitions interclubs de la CAF ne sont pas disqualifiés mais perdent, conformément aux règlements, leurs matchs de la 6e journée de la phase de groupes.
En quart de finale, l'Étoile sportive du Sahel est confrontée au club libyen de l'Al Ahly Tripoli. Le match aller à Alexandrie se solde par un match nul (0-0). Lors de la rencontre retour à Sousse, l'Étoile sportive du Sahel s'impose (2-0) avec un doublé d'Amr Merai.
| Aller                   | Al Ahly Tripoli                                                   | 0-0   | Étoile sportive du Sahel                                                        |                                                                   |                                                                   |
| 17 septembre 2017 19:00 | Bader Ahmed 44e · Abdulrahmane Khaleefah 50e · Mohamed Aleyat 76e | (0-0) | Mohamed Konaté 30e · Diogo Acosta 38e · Alkali Bangoura 40e · Aymen Sfaxi 90+3e | Stade Borg Al Arab Spectateurs : 1 000 Arbitrage : M. Abid Charef | Stade Borg Al Arab Spectateurs : 1 000 Arbitrage : M. Abid Charef |
| 17 septembre 2017 19:00 | Rapport                                                           |       |                                                                                 | Stade Borg Al Arab Spectateurs : 1 000 Arbitrage : M. Abid Charef | Stade Borg Al Arab Spectateurs : 1 000 Arbitrage : M. Abid Charef |

| Retour                  | Étoile sportive du Sahel                           | 2-0   | Al Ahly Tripoli                                                   |                                                                        |                                                                        |
| 24 septembre 2017 19:30 | Amr Merai 14e · Amine Chermiti 33e · Amr Merai 47e | (1-0) | Sameh Derbali 20e · Mouadh Abboud 45e · Abulrahmene Khaleefah 48e | Stade olympique de Sousse Spectateurs : 25 000 Arbitrage : J. Sikazawe | Stade olympique de Sousse Spectateurs : 25 000 Arbitrage : J. Sikazawe |
| 24 septembre 2017 19:30 | Rapport du match                                   |       |                                                                   | Stade olympique de Sousse Spectateurs : 25 000 Arbitrage : J. Sikazawe | Stade olympique de Sousse Spectateurs : 25 000 Arbitrage : J. Sikazawe |

En demi-finale, l'Étoile sportive du Sahel rencontre le club égyptien d'Al Ahly qui s'est qualifié aux dépens de l'Espérance sportive de Tunis (1-2) à Radès malgré un match nul (2-2) en Égypte. Au match aller à Sousse, l'Étoile sportive du Sahel bat Al Ahly (2-1) avec un but d'Alaya Brigui et un autre de Mohamed Amine Ben Amor.
Le match retour est une débâcle avec une défaite (6-2) qui conduit le président du club, Ridha Charfeddine, à présenter ses excuses au public au aux amateurs tunisiens de football et promet des mesures correctrices sans délai. Deux jours plus tard, il accepte la démission du directeur sportif, Ziad Jaziri, et du directeur exécutif, Houcine Jenayah.
| Aller                  | Étoile sportive du Sahel                                                                                    | 2-1   | Al Ahly                           |                                                                             |                                                                             |
| 1er octobre 2017 18:30 | Alaya Brigui 16e · Alaya Brigui 16e · Aymen Trabelsi 19e · Mohamed Amine Ben Amor 72e · Ghazi Abderazak 77e | (1-0) | Saleh Gomaa 66e · Ahmed Fathi 85e | Stade olympique de Sousse Spectateurs : 28 000 Arbitrage : E. Otogo-Castane | Stade olympique de Sousse Spectateurs : 28 000 Arbitrage : E. Otogo-Castane |
| 1er octobre 2017 18:30 | Rapport |       |                                   | Stade olympique de Sousse Spectateurs : 28 000 Arbitrage : E. Otogo-Castane | Stade olympique de Sousse Spectateurs : 28 000 Arbitrage : E. Otogo-Castane |

| Retour                | Al Ahly                                                                                                  | 6-2   | Étoile sportive du Sahel                                                  |                                                              |                                                              |
| 22 octobre 2017 18:00 | Ali Maaloul 02e · Walid Azarou 23e\| 39e\| 48e · Mohamed Hany 26e · Hamdi Naguez 72 csc · Rami Rabia 63e | (3-0) | Alaya Brigui 37e · Rami Bedoui 51e · Amine Chermiti 56e · Iheb Msakni 90e | Stade Borg Al Arab Spectateurs : 85 000 Arbitrage : V. Gomes | Stade Borg Al Arab Spectateurs : 85 000 Arbitrage : V. Gomes |
| 22 octobre 2017 18:00 | Rapport                                                                                                  |       |                                                                           | Stade Borg Al Arab Spectateurs : 85 000 Arbitrage : V. Gomes | Stade Borg Al Arab Spectateurs : 85 000 Arbitrage : V. Gomes |

#### 2018
Durant la première partie de l'année 2018, l'Étoile sportive du Sahel participe à la première phase de la Ligue des champions de la CAF 2018. 
L'équipe affronte dans la poule D le Clube Desportivo Primeiro de Agosto (Angola), le Mbabane Swallows FC (Eswatini) et le club zambien du ZESCO United FC.
| Rang | Équipe                              | Pts | J | G | N | P | Bp | Bc | Diff |  | Résultats (▼ dom., ► ext.)          |     |     |     |     |
| ---- | ----------------------------------- | --- | - | - | - | - | -- | -- | ---- |  | ----------------------------------- | --- | --- | --- | --- |
| 1    | Étoile du Sahel                     | 10  | 4 | 3 | 1 | 0 | 8  | 2  | +6   |  | Étoile du Sahel                     |     | -   | 2-0 | 2-1 |
| 2    | Clube Desportivo Primeiro de Agosto | 5   | 4 | 1 | 2 | 1 | 3  | 3  | 0    |  | Clube Desportivo Primeiro de Agosto | 1-1 |     | -   | 2-1 |
| 3    | Mbabane Swallows FC                 | 4   | 4 | 1 | 1 | 2 | 2  | 6  | -4   |  | Mbabane Swallows FC                 | 0-3 | 1-0 |     | -   |
| 4    | ZESCO United FC                     | 2   | 4 | 0 | 2 | 2 | 3  | 5  | -2   |  | ZESCO United FC                     | -   | 0-0 | 1-1 |     |

| 5 mai 2018 | Clube Desportivo Primeiro de Agosto | 1-1 | Étoile sportive du Sahel |                                                          |                                                          |
|            | Bokamba 43e                         |     | Jemal 66e                | Stade national du 11-Novembre Arbitrage : Rédouane Jiyed | Stade national du 11-Novembre Arbitrage : Rédouane Jiyed |
|            | Rapport                             |     |                          | Stade national du 11-Novembre Arbitrage : Rédouane Jiyed | Stade national du 11-Novembre Arbitrage : Rédouane Jiyed |

| 16 mai 2018 | Étoile sportive du Sahel | 2-1 | ZESCO United FC |                                                         |                                                         |
|             | Brigui 46e · Marey 56e   |     | Kambole 90+1e   | Stade olympique de Sousse Arbitrage : Mehdi Abid Charef | Stade olympique de Sousse Arbitrage : Mehdi Abid Charef |
|             | Rapport                  |     |                 | Stade olympique de Sousse Arbitrage : Mehdi Abid Charef | Stade olympique de Sousse Arbitrage : Mehdi Abid Charef |

| 17 juillet 2018 | Mbabane Swallows FC | 0-3 | Étoile sportive du Sahel                  |                                                |                                                |
|                 |                     |     | Aouadhi 14e · Hannachi 32e · Chermiti 71e | Mavuso Sports Centre Arbitrage : Boubou Traoré | Mavuso Sports Centre Arbitrage : Boubou Traoré |
|                 | Rapport             |     |                                           | Mavuso Sports Centre Arbitrage : Boubou Traoré | Mavuso Sports Centre Arbitrage : Boubou Traoré |

| 27 juillet 2018 | Étoile sportive du Sahel        | 2-0 | Mbabane Swallows FC |                                                        |                                                        |
|                 | Hannachi 21e · Ben Belgacem 89e |     |                     | Stade olympique de Sousse Arbitrage : Maguette N'Diaye | Stade olympique de Sousse Arbitrage : Maguette N'Diaye |
|                 | Rapport                         |     |                     | Stade olympique de Sousse Arbitrage : Maguette N'Diaye | Stade olympique de Sousse Arbitrage : Maguette N'Diaye |

| 18 août 2018 | Étoile sportive du Sahel | 1–1 | Clube Desportivo Primeiro de Agosto |                                                                 |                                                                 |
|              | Chermiti 87e             |     | Massunguna 11e                      | Stade olympique de Sousse Arbitrage : Jean-Jacques Ndala Ngambo | Stade olympique de Sousse Arbitrage : Jean-Jacques Ndala Ngambo |
|              | Rapport                  |     |                                     | Stade olympique de Sousse Arbitrage : Jean-Jacques Ndala Ngambo | Stade olympique de Sousse Arbitrage : Jean-Jacques Ndala Ngambo |

| 28 août 2018 | ZESCO United FC | 1-1 | Étoile sportive du Sahel |                                                        |                                                        |
|              | Kambole 8e      |     | Bedoui 70e               | Stade Levy Mwanawasa Arbitrage : Noureddine El Jaafari | Stade Levy Mwanawasa Arbitrage : Noureddine El Jaafari |
|              | Rapport         |     |                          | Stade Levy Mwanawasa Arbitrage : Noureddine El Jaafari | Stade Levy Mwanawasa Arbitrage : Noureddine El Jaafari |